# Дубовик Петро Васильович
Петро́ Васи́льович Дубови́к  — старший солдат Збройних сил України.

## Військова звитяга
При виході з Дебальцевого механік-водій Петро Дубовик врятував життя понад 100 вояків. У село, яке зайняли проросійські терористи, направили дві роти 30-ї бригади для ліквідації живої сили та важкої техніки противника. На час прибуття рот у бою терористи зуміли підбити кілька українських БТРів і танків. Терористів виявилося чисельно більше, і українські вояки надіслали запит на додаткову підмогу. Час минав, посилення позицій не відбулося, терористи намагалися оточити вояків.
Дубовик наказав воякам сідати на БМП, до 25 осіб сиділи на броні, прив'язані вірьовками. БМП рухалася на максимальній швидкості, петляючи між розривами. У ближньому яру вивантажив бійців і рушив по решту. Коли приїхав, терористи вже почали зачистку. Знову завантажив, скільки змогли вміститися, і ще залишилося чимало.
На другому рейсі терористи пристрілялися, і БМП рухалася на шаленій швидкості, петляючи, як по серпантину. Під час цього рейсу загинули два бійці, ті ж, що сиділи поруч, посивіли.
Після того Петро Дубовик рушив у третій рейс. При русі в зворотному напрямку БМП пригальмувала, Дубовик саме вирішив перехреститися. Снаряд вибухнув просто перед бойовою машиною. Четвертий рейс теж закінчився щасливо. І Петро Дубовик рушив по своїх уп'яте. Цього разу в першу чергу вантажили убитих. Цей відхід лишилися прикривати два гранатометники.
У червні 2015-го під Артемівськом був поранений у плече й ноги під час мінометного обстрілу.
Вдома на Дубовика чекали дружина та син Андрій 2009 р.н.

## Нагороди
За особисту мужність і героїзм, виявлені у захисті державного суверенітету та територіальної цілісності України, вірність військовій присязі під час російсько-української війни
- нагороджений орденом «За мужність» III ступеня (26.2.2015).